# Pouillot verdâtre
Phylloscopus trochiloides
Espèce
Statut de conservation UICN

 LC  : Préoccupation mineure
Le pouillot verdâtre, parfois écrit Pouillot verdâtre (Phylloscopus trochiloides) est une espèce d'oiseaux de la famille des Phylloscopidae. Il s'agit d'une espèce très répandue, qui se reproduit dans le nord-est de l'Europe et en Asie continentale tempérée à subtropicale. Cet oiseau est fortement migrateur et hiverne en Inde. Il n'est pas rare qu'il vagabonde au printemps ou au début de l'automne en Europe occidentale et on l'observe chaque année en Grande-Bretagne. En Europe centrale, on rencontre un grand nombre de ces vagabonds certaines années ; certains d'entre eux peuvent rester pour se reproduire, comme le font chaque année une poignée de couples en Allemagne,.
Comme tous les pouillots, il était autrefois placé au sein des Sylviidae, mais appartient maintenant à la nouvelle famille des Phylloscopidae,. Le nom du genre Phylloscopus vient du grec ancien phullon, « feuille », et skopos, « chercheur » (de skopeo, « regarder »). Le nom spécifique trochiloides vient du grec ancien trokhalos, « courbé », et -oides, « ressemblant », de la ressemblance avec le pouillot fitis, P. trochilus. Le nom anglais de cette espèce fournit un argument parfait en faveur de la capitalisation des noms d'espèces (c'est-à-dire de les traiter comme des noms propres), une convention qui est généralement appliquée dans la littérature scientifique. L'appelation « pouillot verdâtre » décapitalisée est en effet également utilisée pour décrire d'autres espèces d'oiseaux, alors que « Pouillot verdâtre » se réfère toujours à trochiloides.[réf. nécessaire]
Cette espèce est un exemple d'espèce annulaire : une série de populations formant une "chaîne" dont les "maillons" proches restent interféconds, mais dont les populations les plus éloignées sont isolées reproductivement ; c'est le cas de Phylloscopus trochiloides viridanus et P. t. plumbeitarsus en Sibérie.

## Description et écologie

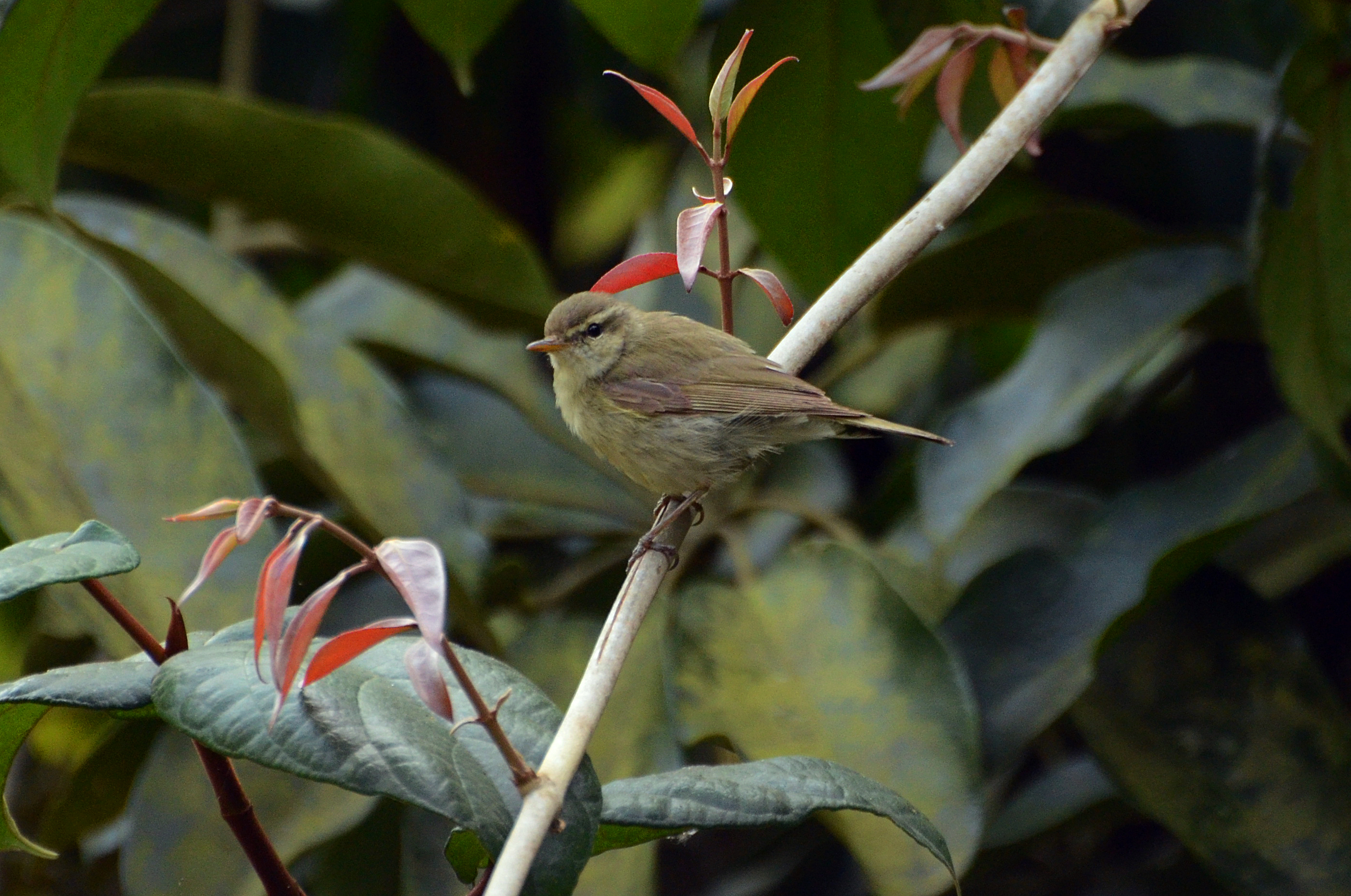
Pouillot verdâtre P. trochiloides des collines d'Anamalai, dans le sud des Ghâts occidentaux, en Inde.

Il s'agit d'un pouillot typique en apparence, vert grisâtre sur le dessus et blanc cassé sur le dessous. L'unique barre alaire que l'on trouve chez les populations du sud et de l'ouest les distingue de la plupart des espèces similaires (à l'exception du Pouillot boréal P. borealis). Elle est légèrement plus petite que cette espèce et possède un bec plus fin, sans pointe sombre à la mandibule inférieure. Une analyse des oiseaux hivernant en latitude a indiqué que les P. trochiloides plus au nord sont plus petits, c'est-à-dire que cette espèce ne semble pas suivre la règle de Bergmann.
Son chant est un trille aigu et saccadé qui, dans certaines populations, contient une séquence de notes coupées vers le bas et plus rarement vers le haut.
Il se reproduit dans les forêts de feuillus ou mixtes des basses terres ; les oiseaux qui ne se reproduisent pas dans les parties les plus chaudes de son aire de répartition peuvent se déplacer vers un habitat montagnard en été. Des individus du sud-est de l'Himalaya sont par exemple assez souvent observés au Bhoutan pendant les mois chauds, généralement dans la forêt humide de sapins du Bhoutan (Abies densa) jusqu'à environ 3 800 mètres d'altitude ou plus, mais ils ne s'y reproduisent pas et retournent dans les basses terres subtropicales adjacentes en hiver. 
Le nid est au sol dans un arbuste bas. Comme ses apparentés, ce petit passereau est insectivore.

### Sous-espèces et évolution

Évolution présumée autour de l'Himalaya. Jaune : P. t. trochiloides. Orange : P. t. obscuratus. Rouge : P. t. plumbeitarsus. Vert : P. t. "ludlowi". Bleu : P. t. viridanus. P. t. nitidus du Caucase n'est pas montré ici.

Le Pouillot verdâtre niche en Allemagne du Nord, en Finlande, en Russie jusqu’au fleuve Ienisseï, et de l’Altaï jusqu’au désert de Gobi et en Afghanistan. Il hiverne du sud de la Chine au Sri Lanka et au Myanmar. Il compte un certain nombre de sous-espèces, dont P. t . viridianus est la plus connue en Europe. Il s'agit, semble-t-il, d'une espèce en anneau, dont les populations divergent à l'est et à l'ouest du plateau tibétain, pour se rencontrer plus tard sur le côté nord. Leurs relations sont donc assez confuses :
- Groupe de l'Est :
  - Phylloscopus trochiloides trochiloides : On le trouve depuis la bordure sud de l'Himalaya et du Népal à la Chine occidentale. Il est vert grisâtre foncé au-dessus, comporte souvent des traces de la deuxième barre de l'aile.
  - Phylloscopus trochiloides obscuratus : Elle est intermédiaire entre les trochiloides et le pouillot à deux barres. On le trouve à Gansu et environs, Chine.

- Groupe occidental :
  - Phylloscopus trochiloides viridanus : Elle se reproduit de la Sibérie occidentale au nord-est de l'Europe ; à l'est de son aire de répartition, elle se déplace vers le sud jusqu'au nord-ouest de l'Inde. Elle est vert terne sur le dessus, avec un supercilium, une gorge et une poitrine jaunâtres, et une faible barre alaire.

L'origine des groupes se situe probablement dans la région de l'Himalaya, où l'on trouve des trochiloides. Ce taxon est proche de l'espèce parapatrique P. obscuratus, et de P. plumbeitarsus qui est géographiquement séparé de obscuratus ; ils peuvent tous (et dans le cas des deux premiers, le font naturellement) s'hybrider. P. t. plumbeitarsus est souvent divisé en deux espèces distinctes, car il ne s'hybride pas avec P. viridianus dans la zone étroite des montagnes Sayan occidentales où leurs aires de répartition se chevauchent.
Mais sur le plan phylogénétique, les taxons de l'ouest sont encore plus distincts. Cependant, il existe également un certain flux de gènes entre P. trochiloides et P. viridianus, leurs hybrides étant particulièrement communs au Baltistan ; ils étaient autrefois considérés comme une autre sous-espèce P. ludlowi. La paruline verte P. nitidus, aujourd'hui considérée par beaucoup comme une espèce distincte, est un isolat de montagne qui divergeait de l'ancestral P. viridianus.
La structure du chant diffère principalement entre le pouillot verdâtre et le pouillot à deux barres, qui était autrefois considéré comme conspécifique. La première a un chant assez uniforme, long et chantant. Autour de l'Himalaya, la structure des chants est similaire, mais les chants sont généralement plus courts. Le pouillot à deux barres, en revanche, a un long chant qui peut être clairement divisé en une partie de gazouillis, suivie d'une série de notes montantes et descendantes. Les chants de P. obscuratus et de "ludlowi" sont courts, mais ils contiennent également des éléments de glissement vers le bas ; dans ce dernier cas, ils apparaissent uniquement au début du chant.